# Oncomelania
Oncomelania es un género de moluscos gasterópodos de la familia Pomatiopsidae. Varias especies de Oncomelania están involucradas en el ciclo de vida de los trematodos del género Schistosoma, parásitos de la sangre, causantes de la enfermedad esquistosomiasis, así como del género Paragonimus, parásitos de los pulmones, causantes de la paragonimosis.